# Lærernes Indkøbscentral
Lærernes Indkøbscentral ofte forkortet LIC var en kæde af engrosvarehuse i Danmark og Sverige. 
Lærernes Indkøbscentral blev grundlagt i Sverige i 1952, og i 1960 åbnede LIC i Danmark. For at kunne handle i LIC skulle man være medlem, hvilken man kun kunne blive, hvis man var tilknyttet som underviser på almene uddannelsesinstitutioner eller fagskoler eller en række andre institutioner eller var medlem af Djøf. Som medlem kunne man desuden opnå rabat på bl.a. tøj, elektronik, forsikringer og benzin hos LIC's samarbejdspartnere. Den danske bank Lån & Spar Bank havde et samarbejde med LIC, og tilbød Mastercard, der også gav rabat i en lang række butikker. I Danmark fandtes der oprindeligt varehuse i Herlev og Aarhus, og fra 1. april 2011 også en non-food-afdeling i Aalborg.

## Konkurs og afvikling
I juli 2014 indgav virksomheden en konkursbegæring i Sverige efter flere års underskud. Ved udgangen af 2012 var omkring 163.000 danskere medlemmer. Ved konkursen oplyste Lån & Spar, at deres særlige Mastercard fortsat ville fungere, men at rabatterne ikke længere ville gælde, da over 1.500 kunder havde henvendt sig for at få information om gyldigheden af deres betalingskort. Optikerkæden Thiele forsøgte også at mindske tabet ved konkursen, ved at kontakte kunder, der havde købt deres produkter i LIC omkring konkursen. I 2010 var underskuddet 9 mio. DKK, i 2011 var det 29 mio. DKK og i 2012 var det 32 mio. DKK.
Efter konkursen afholdt kæden ophørsudsalg i varehuset i Herlev d. 6.-9. november og i Aarhus 13.-16. november, hvor alle deres varer var sat voldsomt ned. Da ophørsudsalget åbnede i Herlev skabte det trafikkaos i og omkring Herlev særligt på Motorring 3, Herlev Ringvej og Gladsaxe Ringvej, da hundredvis af bilister forsøgte at komme frem til varehuset. Det tog over en time at få adgang til butikken, og flere timer at komme til kassen. Politiet var nødsaget til at sende ekstra mandskab til området for at afvikle trafikken.